# Atanásio Amisse Canira
Atanásio Amisse Canira (Mossuril, 2 de maio de 1962) é um prelado moçambicano da Igreja Católica, atual bispo de Lichinga.

## Biografia
Depois de concluir os estudos primários, frequentou a escola secundária industrial e comercial Joaquim Marra, em Chimoio. De 1984 a 1986 foi aluno do seminário preparatório Mater Apostolorum em Nampula. De 1987 a 1989 frequentou o Seminário Maior Filosófico Interdiocesano de Santo Agostinho na Matola, e de 1990 a 1993 o Seminário Teológico Interdiocesano São Pio X em Maputo.
Recebeu a ordenação presbiteral em 12 de dezembro de 1993, sendo incardinado na diocese de Nacala, foi o primeiro sacerdote do clero daquela circunscrição eclesiástica.
De 1994 a 1996 foi pároco in solidum na paróquia Nossa Senhora da Paz em Namapa e de 1996 a 1998 foi enviado a Roma para a licenciatura em teologia moral e espiritualidade na Academia Alfonsiana. Posteriormente, de 1998 a 2001, foi pároco da Sé Catedral de Nacala e, posteriormente, de 2002 a 2007, diretor espiritual do Seminário Teológico Maior Interdiocesano São Pio X em Maputo e de 2008 a 2015, pároco da paróquia de Nossa Senhora da Purificação na Ilha de Moçambique, de 2010 a 2015 foi vigário-geral da diocese, vigário episcopal para a família e diretor nacional das Pontifícias Obras Missionárias em Moçambique para o quinquénio 2009-2014.
Em 8 de fevereiro de 2015, o Papa Francisco o nomeou bispo de Lichinga. Recebeu a ordenação episcopal em 22 de março seguinte, do bispo de Nacala, Germano Grachane, C.M., sendo coadjuvado pelo bispo de Xai-Xai, Lucio Andrice Muandula e pelo bispo emérito de Lichinga, Elio Giovanni Greselin, S.C.J.